# Ajl
Ajl – najmniejsza jednostka osiedleńcza w Mongolii. Określeniem tym nazywana jest osada lub wieś składająca się z kilku jurt wraz z zabudowaniami gospodarczymi. Nazwa ta może też odnosić się nawet do samotnej jurty .